# Stephens Island (Torres Strait)
Stephens Island, von den Einheimischen Ugar genannt, ist eine kleine Insel im Nordosten der Torres-Strait-Inseln. Sie liegt etwa 185 km nordöstlich von Thursday Island, der „Hauptinsel“ in der Torres Strait.
Das fast kreisrunde, flach bewachsene Eiland ist vulkanischen Ursprungs. Die höchste Erhebung der 37 Hektar messenden Insel liegt bei lediglich 15 Metern über Meeresniveau. Stephens Island wird von einem über 11 Kilometer langen (West nach Ost) und bis zu 2,9 Kilometer breiten und über 28 Quadratkilometer großen, flachen Korallenriff umschlossen, was den Zugang auf dem Wasserweg erschwert. Auf derselben Riffplattform liegt rund 1400 Meter westsüdwestlich von Stephens Island eine kleine vegetationslose Insel, mit einer geschätzten Fläche von weniger als 1000 Quadratmetern.
An der Nordostküste findet sich eine kleine Bootsanlegestelle, im Zentrum der Insel ein Helikopterlandeplatz und eine Grundschule mit Kindertagesstätte.
Verwaltungstechnisch gehört Stephens Island zu den Eastern Islands, der östlichsten Inselregion im Verwaltungsbezirk Torres Shire von Queensland (Australien). Zur Region zählen auch das rund 70 Kilometer südöstlich gelegene Murray Island und das 25 Kilometer östlich gelegene Darnley Island. Stephens Island ist ebenso wie das benachbarte Darnley Island sowie die östlich und nördlich davon gelegenen unbewohnten Inseln im Besitz des Stammes der Meuran, einer der Stämme von Murray Island.

## Geschichte
Im September 1792 besuchte Kapitän William Bligh, Kommandant der britischen Marineschiffe Providence und Assistant, als erster Europäer die Torres-Straße und kartografierte die wichtigsten Riffe und Inseln. Bligh gab der Stephen Island auch ihren heutigen Namen.
Während des Zweiten Weltkriegs im Jahr 1941 begann die australische Regierung mit der Rekrutierung von Männern der Torres-Strait-Inseln für den Dienst in den Streitkräften. Die rekrutierten Männer von Stephen Island und anderen Inselgemeinden bildeten die Torres Strait Light Infantry. Sie sollten im Falle eines japanischen Angriffs ihre Stellung möglichst so lange verteidigen, bis von den anderen Insel Unterstützung kommen würde.
Mit dem Torres-Strait-Treaty wurde 1978 die Zugehörigkeit zu Australien nochmals bestätigt. Erlaubt wurde allerdings ein kleiner Grenzverkehr zwischen dem Festland von Neuguinea und den Inseln.

## Bevölkerung
Stephens Island hat eine Einwohnerzahl von 85 (Stand Volkszählung 2016). Die indigene Bevölkerung, die sogenannten Torres-Strait-Islanders, macht einen Anteil von über 85 % der Gesamtbevölkerung aus.
| Bevölkerungsentwicklung | Bevölkerungsentwicklung |
| Censusjahr              | Einwohnerzahl           |
| ----------------------- | ----------------------- |
| 2001                    | 100                     |
| 2006                    | 76                      |
| 2011                    | 48                      |
| 2016                    | 85                      |

Seit der Jahrtausendwende war die Insel stark von Abwanderung betroffen, doch seit etwa 2015 stieg die Einwohnerzahl, wie auf fast allen Torres-Strait-Inseln, wieder an.